# Andes (Kolumbien)
Andes ist eine Gemeinde (Municipio) im Departamento Antioquia in Kolumbien.

## Geographie
Andes liegt in Antioquia, in der Subregion Suroeste, auf einer Höhe von 1360 m ü. NN, 117 km von Medellín entfernt. Die Gemeinde grenzt im Norden an Betania, Hispania und Pueblorrico, im Osten an Jericó und Jardín, im Süden an Mistrató in Risaralda und im Westen an Bagadó im Chocó.

## Bevölkerung
Die Gemeinde Andes hat 45.577 Einwohner, von denen 23.160 im städtischen Teil (cabecera municipal) der Gemeinde leben (Stand: 2022).

## Geschichte
Andes wurde 1852 im Zuge der großen innerkolumbianischen Migrationswelle des 19. Jahrhunderts (colonización antioqueña) gegründet.

## Wirtschaft
Die wichtigsten Wirtschaftszweige von Andes sind Landwirtschaft, Rinderproduktion, Bergbau und Handel.

## Bildung
In Andes befindet sich ein Standort der Universidad de Antioquia. Der Standort wurde 1999 eröffnet.

## Söhne und Töchter der Stadt
- Gonzalo Arango (1931–1976), kolumbianischer Schriftsteller
- José Luis Henao Cadavid (* 1954), Bischof von Líbano-Honda (2015–)